# Space Quest I: The Sarien Encounter
Space Quest I: The Sarien Encounter (с англ. — «Космическое приключение I: Столкновение с сариенами») — первая часть приключенческой саги Space Quest.

## Сюжет
История начинается на звездолёте Arcada, на борту которого находится Звёздный Генератор. Постройка этого генератора и была целью миссии звездолёта. Экипаж празднует победу, возвращаясь на родную планету Ксенон. Но никто не замечает, что странное космическое судно приближается сзади.
Пиратский космический корабль Deltaur пристыковался к «Аркаде». Весь экипаж был убит, Звёздный Генератор украден. В живых остался только один — уборщик Роджер Вилко. Он же главный герой этой игры.
Цель игры — вернуть Звёздный Генератор людям, пройдя все преграды и опасности.
С помощью этого генератора инопланетяне собрались уничтожить планету Ксенон и захватить власть над всей Галактикой.

## Ремейк
20 августа 1991 года вышел ремейк игры, на этот раз, благодаря разработке Sierra SCI, использующий VGA-графику и оцифрованный звук. Интерфейс претерпел существенные изменения: панель текстового набора была заменена на стандартный графический интерфейс, который позднее был использован во множестве игр, написанных на SCI. В наборе иконок были отвечавшие за действия «попробовать» и «понюхать», которые очень редко использовались в игре и позже фигурировали лишь в одной игре Sierra — Space Quest IV (в которой также очень редко находили применение).